# Haenel MK 556

pistón de gas de carrera corta

El Haenel MK 556 (alemán: Maschinenkarabiner) es un fusil de asalto OTAN de 5,56 × 45 mm de fuego selectivo operado por gas diseñado por C. G. Haenel en Alemania. Es una versión completamente automática de un diseño anterior de Haenel, el CR223, que ya tenía un uso limitado por parte de las fuerzas del orden. El 14 de septiembre de 2020, la Bundeswehr seleccionó una variante Haenel MK 556 como reemplazo del fusil de asalto G36.